# Tanjung Kemenyan
Tanjung Kemenyan is een bestuurslaag in het regentschap Bengkulu Utara van de provincie Bengkulu, Indonesië. Tanjung Kemenyan telt 1240 inwoners (volkstelling 2010).